# Andorre aux Jeux olympiques d'été de 1988
L'Andorre participe aux Jeux olympiques d'été de 1988 à Seoul. Sa délégation est composée de 3 sportifs répartis en 2 sports et son porte-drapeau est Josep Graells. Au terme des Olympiades, la nation n'est pas à proprement classée puisqu'elle ne remporte aucune médaille.

## Liste des médaillés andorrans
Aucun athlète andorran ne remporte de médaille durant ces JO.

## Engagés andorrans par sport

### Athlétisme
- Josep Graells

### Cyclisme
- Emili Pérez
- Xavier Pérez